# Тула (муніципалітет)
Тула (італ. Tula, сард. Tula) — муніципалітет в Італії, у регіоні Сардинія, провінція Сассарі.
Тула розташована на відстані близько 320 км на південний захід від Рима, 170 км на північ від Кальярі, 36 км на схід від Сассарі.
Населення — 1555 осіб (2014).
Покровитель — Santa Elena Imperatrice.

## Демографія
Населення за роками:

Станом на 1 січня 2023 року в муніципалітеті офіційно проживало 36 іноземців з 9 країн, серед них 24 громадяни країн Євросоюзу.

## Сусідні муніципалітети
- Ерула
- Оскірі
- Оцієрі
- Темпіо-Паузанія